# Калкинс, Ирвинг
Ирвинг Ромаро Калкинс (англ. Irving Romaro Calkins: 31 октября 1875, Спрингфилд — 28 августа 1958, Спрингфилд) — американский стрелок, чемпион летних Олимпийских игр.
Калкинс принял участие в летних Олимпийских играх в Лондоне в соревнованиях по стрельбе из пистолета. Он стал чемпионом в стрельбе среди команд и занял восьмое место среди отдельных спортсменов.
Выступая на чемпионатах мира, Калкинс стал двукратным чемпионом на чемпионате мира 1923 в Кемп-Перри, США и бронзовым призёром годом ранее в Милане, Италия.
Калкинс работал хирургом.